# Shetland
Insulele Shetland este un arhipelag de insule din nord estul Scoției. Din punct de vedere administrativ insulele formează una dintre cele 32 subdiviziuni ale Scoției.

## Date generale
Insulele se află la aproximativ 80 de km la nord-est de Orkney și 280 km sud-est de Insulele Feroe și formează o parte sub formă de diviziune între Oceanul Atlantic la vest și Marea Nordului la est. Suprafața totală este de 1.468 km2, și populația a totalizat 22.210 locuitori în 2009. Cea mai mare insulă, cunoscută ca „Mainland”, are o suprafață de 967 km2, ea este a treia insulă ca mărime din Scoția și a cincea din Marea Britanie.
În Shetland s-au înregistrat 203 nopți cu aurore boreale în anul 1957.